# Eremo delle Carceri

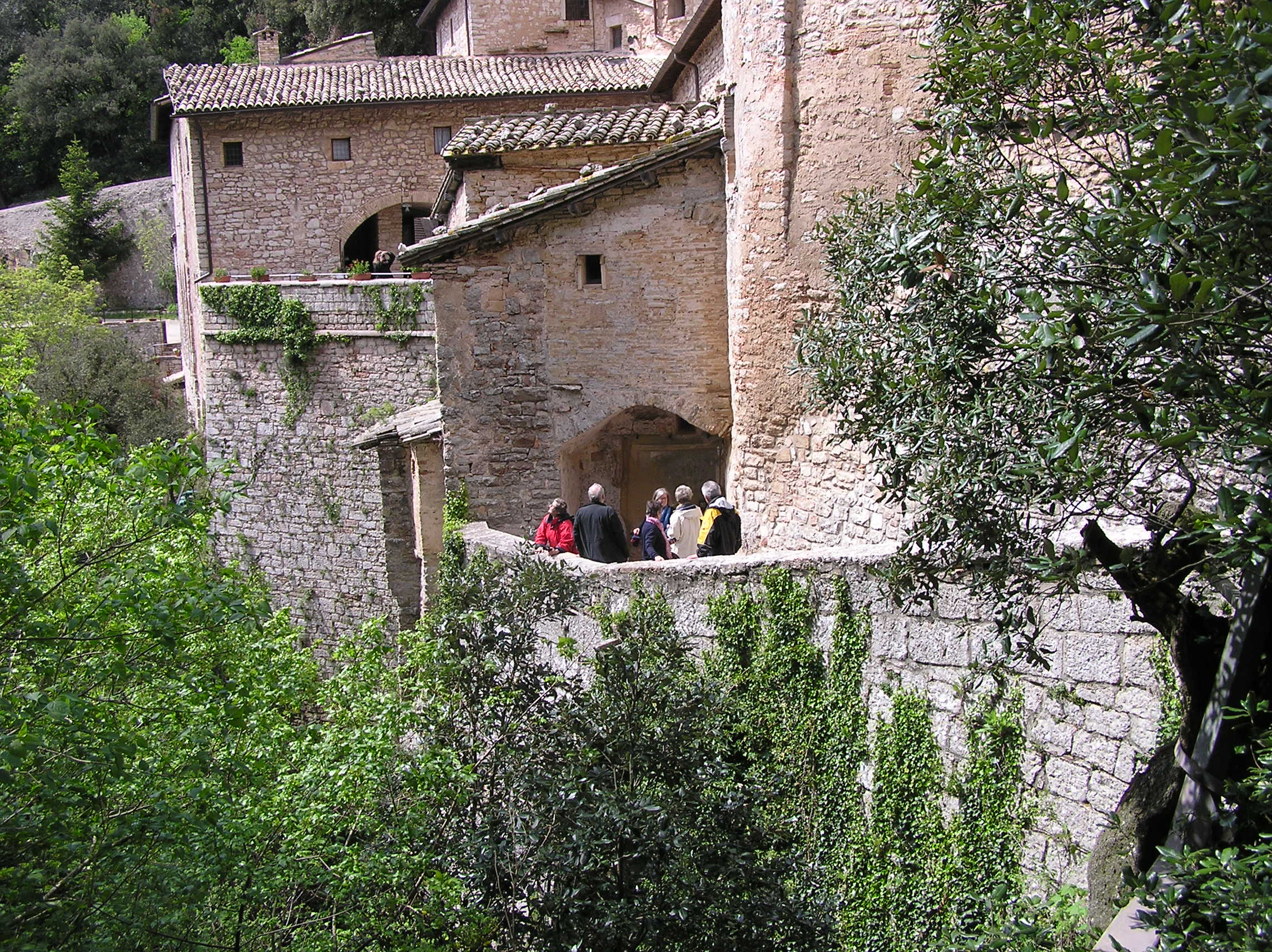
Eremo delle Carceri, Assisi

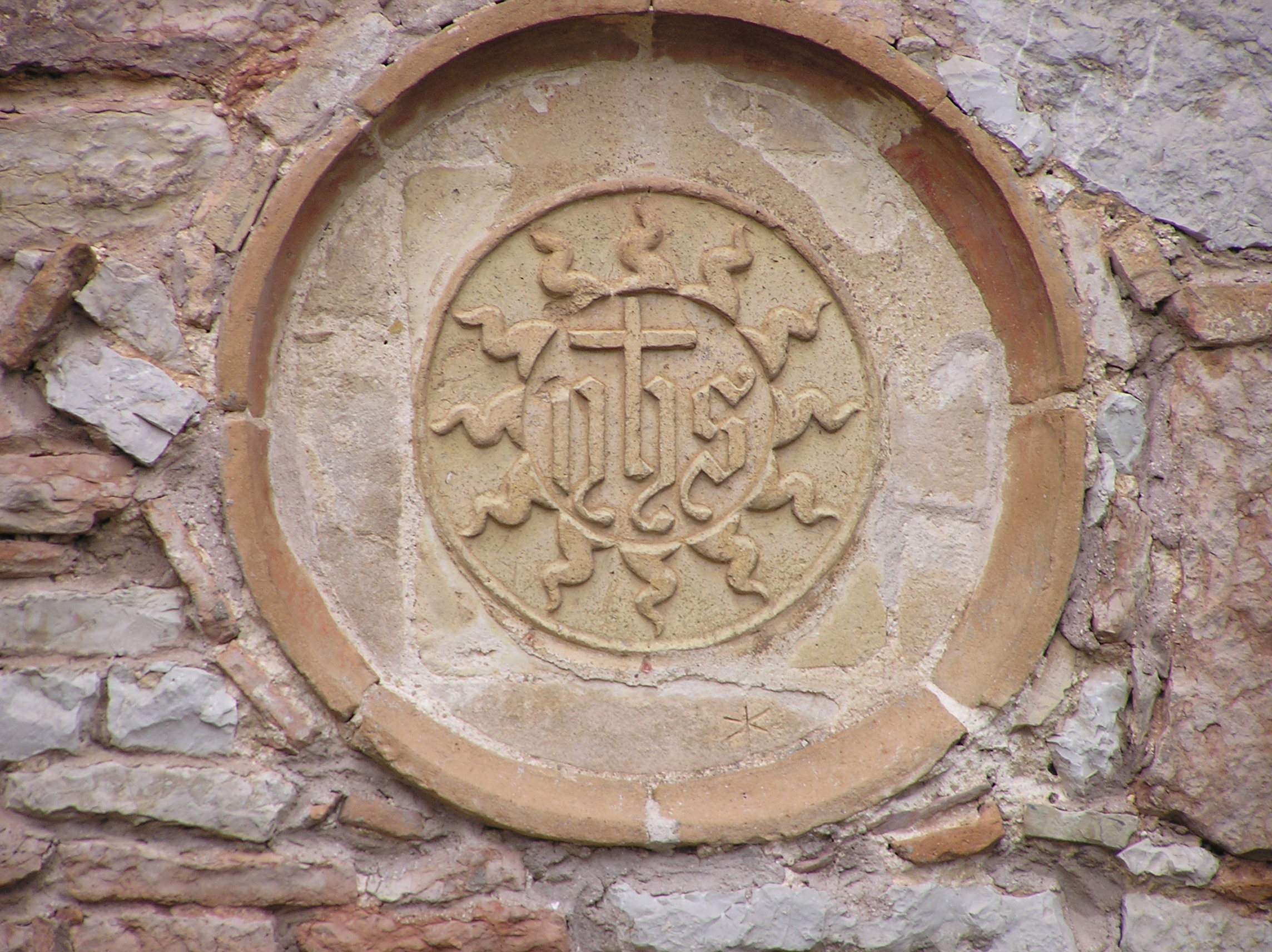
Siegel des Hl. Bernhardin in der Außenmauer

Das Eremo delle Carceri ist ein kleiner Klosterbau an einer steilen Waldschlucht am Monte Subasio, in Umbrien, Mittelitalien, 791 Meter hoch gelegen und vier Kilometer von Assisi entfernt. Die Treppen und Bögen des kleinen Klosters überspannen das Teufelsloch, eine Grotte.

## Namensherkunft
Wegen seiner Lage in der Schlucht, wurde der Ort ursprünglich „i sassi del maloloco“ (die Felsen des finsteren Ortes) bezeichnet. Carceri bedeutet „Kerker“ oder „Gefängnis“ und verweist auf die einfachen, kerkerähnlichen Höhlen, in denen die Einsiedler fernab der Zivilisation wohnten.

## Geschichte
Zu dieser Grotte, mit einer kleinen Kapelle daneben, zog sich Franziskus von Assisi im 13. Jahrhundert wie andere Einsiedler zum Gebet zurück. Wahrscheinlich erhielt Franziskus um 1215 die Kapelle und Örtlichkeit von Benediktinern geschenkt, zur selben Zeit, als sie ihm die Portiuncula im Tal unterhalb von Assisi schenkten. Franziskus kehrte auch in späteren Jahren immer wieder an diesen Ort zum Beten und zur Meditation zurück.
Um 1400 ließ Bernhardin von Siena an diesem Ort ein kleines Kloster errichten und eine kleine Kirche namens Santa Maria delle Carceri, die die vorher vorhandene Kapelle erweiterte.

## Heutige Nutzung
Heute wird das Kloster von einigen Franziskanern bewohnt und steht Besuchern offen.